# Zyrphelis
Zyrphelis é um género botânico pertencente à família Asteraceae.